# Gonystylus pluricornis
Gonystylus pluricornis är en tibastväxtart som beskrevs av Ludwig Radlkofer. Gonystylus pluricornis ingår i släktet Gonystylus och familjen tibastväxter. Inga underarter finns listade i Catalogue of Life.